# Parasynegia gopterana
Parasynegia gopterana är en fjärilsart som beskrevs av Swinhoe 1894. Parasynegia gopterana ingår i släktet Parasynegia och familjen mätare. Inga underarter finns listade i Catalogue of Life.